# Favorite Crime
"Favorite Crime" (estilizado em letras minúsculas) é uma canção gravada pela cantora estadunidense Olivia Rodrigo, presente em seu primeiro álbum de estúdio, Sour (2021), lançado pela Geffen Records. A música foi escrita por Rodrigo e o produtor Dan Nigro, sendo produzida pelo mesmo.

## Antecedentes e composição
"Favorite Crime" é uma das onze músicas do álbum de estreia de Rodrigo, sendo a décima canção do disco.
"Favorite Crime" é uma canção indie-folk, onde Rodrigo canta sobre o fim de um relacionamento, porém, com uma metáfora de um crime, onde ela se descreve como "cúmplice" de seu parceiro e aponta que faria tudo de novo com ele, como nas linhas "E eu assisti enquanto você fugia da cena / Olhos de corça, enquanto você me enterrava / Um coração partido, quatro mãos ensanguentadas", "Todas as coisas que eu fiz / Só para eu poder te chamar de meu / Todas as coisas que você fez / Bem, espero que eu tenha sido seu crime favorito" e "E agora, toda vez que uma sirene toca / Eu me pergunto se você está por perto / Porque você sabe que eu faria tudo de novo".

## Performances ao vivo
A canção recebeu a sua performance de estreia em 25 de maio de 2021, como parte do Vevo Lift, onde Rodrigo canta a música em um telhado, ao lado de backing vocal e um guitarrista.

## Faixas e formatos
| Download digital e streaming |                  |         |  |
| N.º                          | Título           | Duração |  |
| 1.                           | "Favorite Crime" | 2:32    |  |